# Spolia opima

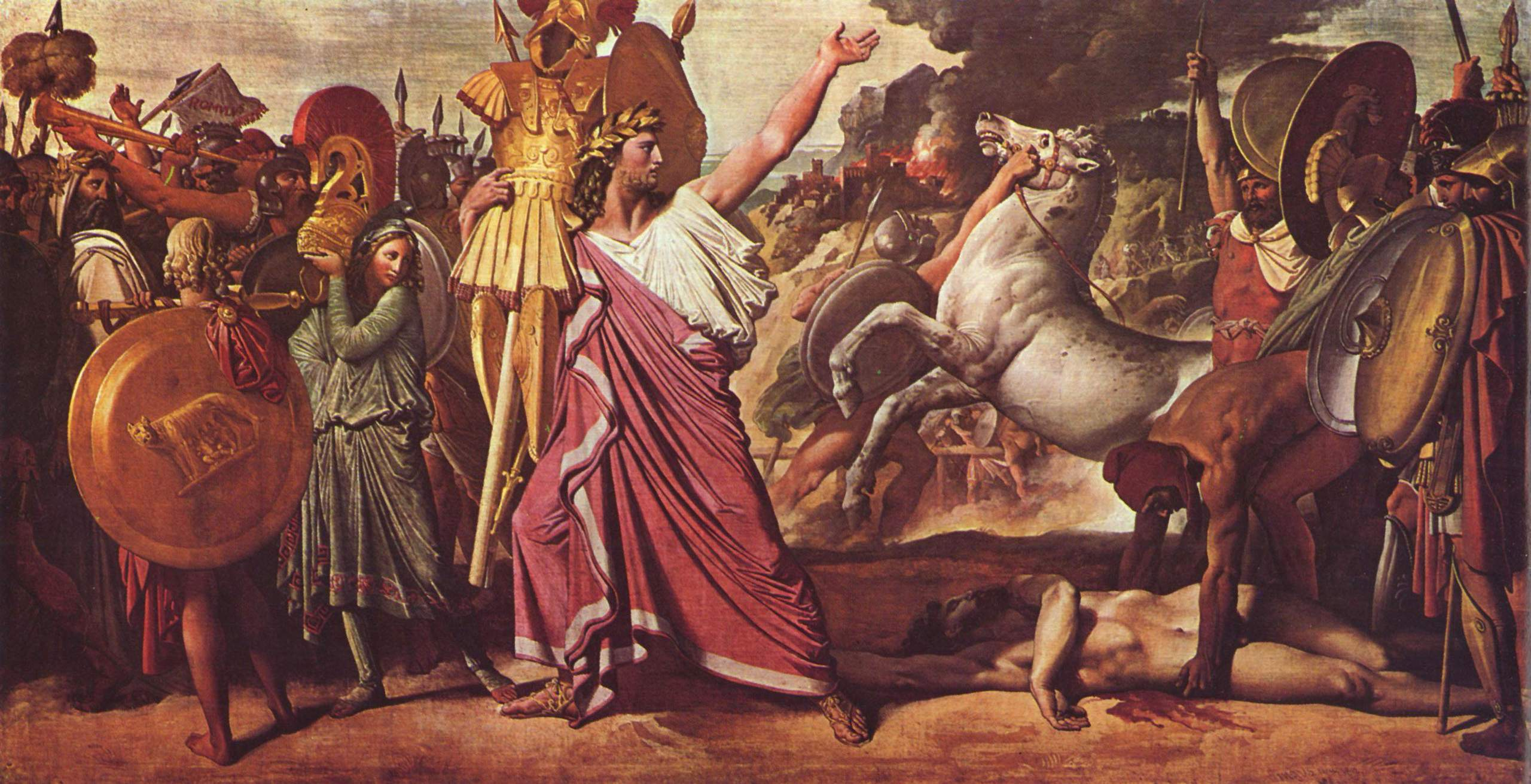
Romulus draagt de Spolia opimia van koning Acron naar de Tempel van Jupiter

De Spolia opima (Nederlands:Schitterende buit) was in de oudheid de wapenuitrusting (schild, bepantsering, zwaard) van een vijandelijke bevelhebber.
Voor een Romeinse generaal was het in een tweegevecht doden van de vijandige leider en vervolgens zijn wapenuitrusting af te nemen de grootste militaire eer die verkregen kon worden. Deze daad diende door de Romeinse senaat erkend te worden, waarna de Spolia opima in de oude Tempel van Jupiter Feretrius op de Capitolijn aan de oppergod Jupiter gewijd kon worden.
Hoewel veel eerzuchtige generaals hun leven waagden om deze eer te behalen zijn er in de geschiedenis van het Romeinse Rijk maar drie wijdingen van de Spolia opima bekend. De eerste was van de legendarische stichter van de stad Romulus, die koning Acron van Caenina had gedood. Het is echter sterk de vraag of Romulus wel echt heeft bestaan en of deze wijding dus heeft plaatsgevonden. De volgende generaal was Aulus Cornelius Cossus, die consul was in 428 v.Chr. en Lars Tolumnius, de koning van Veii, had verslagen. Ook van deze wijding is het twijfelachtig of hij ooit echt plaatsvond, de Romeinse geschiedschrijving begon pas rond 200 v.Chr. en er bestaan geen contemporaine bronnen van voor deze tijd.
De laatste wijding (en de enige waar niet aan wordt getwijfeld) was die van Marcus Claudius Marcellus, een van de belangrijkste Romeinse generaals tijdens de Tweede Punische Oorlog. In 222 v.Chr. doodde hij persoonlijk koning Viridomarus van de Insubriërs, waarna hij diens wapenuitrusting afnam.
In 29 v.Chr. maakte Marcus Licinius Crassus, de kleinzoon van de beroemde triumvir, ook aanspraak op erkenning van zijn Spolia opima. Hij had tijdens een succesvolle veldtocht tegen de Bastarnen koning Deldo gedood en diens wapenuitrusting afgenomen. In deze jaren werkte de leider van de staat, Octavianus, aan de consolidatie van zijn macht en hij wilde niet toestaan dat een andere Romein dan hij deze uitzonderlijke eer verkreeg en hem daarmee in aanzien kon overtreffen. Onder aanvoering van het feit dat Crassus slechts onder leiding van de opperbevelhebber Octavianus zou hebben gevochten, werd hem de wijding van de wapenuitrusting in de Tempel van Jupiter Feretrius geweigerd. Crassus mocht nog wel een triomftocht houden, maar zijn militaire carrière was daarna voorbij.